# Nicolas Baier
 (août 2018).
Nicolas Baier (né le 30 novembre 1967, à Montréal) est un artiste visuel québécois (canadien).
Photographe, sculpteur et peintre, il a été présenté en 2014 comme un des dix artistes contemporains les plus importants du Québec.
Il a participé à une quarantaine d’expositions de groupe et une trentaine d’expositions individuelles dans les galeries et les musées canadiens parmi les plus prestigieux. Il a réalisé une quinzaine d’œuvres d’art public, notamment pour l’université Concordia, le Centre universitaire de santé McGill, le musée Pointe-à-Callière et la Place Ville Marie.

## Biographie
Nicolas Baier nait dans l'arrondissement Outremont à Montréal dans une famille passionnée par les beaux-arts. Ses deux parents enseignent les arts plastiques. Son père, né à Joliette, a été adopté par une famille d’origine allemande qui lui a donné ce patronyme très peu fréquent au Québec.
Adolescent, il fréquente les collèges Stanislas, Rigaud et Brébeuf. Il complète sa formation artistique à l’université Concordia (1991-1994) auprès des professeurs artistes Guido Molinari, Yves Gaucher, John McEwen et Guy Pellerin. Il pense devenir peintre, comme ses figures tutélaires mais développe assez rapidement la certitude grandissante que la peinture est «un art en voie d’extinction» . Il y est pourtant revenu dans sa pratique au tournant des années 2010.
Nicolas Baier a longtemps été représenté par le galeriste montréalais René Blouin. Il fait maintenant partie de la galerie Blouin-Division de Montréal et Toronto.

## Œuvre
Formé au dessin, d’abord attiré par la peinture, Nicolas Baier délaisse rapidement ces techniques traditionnelles au profit de nouveaux outils de création numérique développés depuis les années 1980 : la photographie par capteur électronique, l’imprimante laser, le scanner, l’ordinateur ou l’imprimante 3D.
Nicolas Baier prélève d’abord des images dans le réel. Il retravaille ensuite ces fragments en multipliant les manipulations numériques. Il révèle finalement des significations enfouies, cachées, improbables ou tout simplement négligées. Ainsi de l’œuvre intitulée Le Canada est peinturé dans le coin d’un vieux pénitencier à Laval (2004) qui montre précisément la peinture écalée d’un mur évoquant une carte du pays.
Nicolas Baier photographie, ou photoshope comme un peintre. Il a recours aux technologies numériques pour produire des images évoquant les constructions du cubisme, la technique du all over de l’expressionnisme abstrait, les tensions chromatiques de l’impressionnisme, les objets trouvés des surréalistes, pour ne pas dire le surréalisme des objets. Certaines de ses compositions ont été comparées à des toiles de Borduas, de Riopelle ou de Claude Monet.

### Paréidolies, Vanités, Miroirs
Le mot «paréidolie» désigne les illusions visuelles perçues dans les images, par exemple l’identification d’un animal dans un nuage ou d’un visage dans une tache. C’est aussi le titre choisi par Nicolas Baier pour une série d’œuvres. Ses Paréidolies comprennent par exemple la numérisation des paysages enfermées dans les calcaires métaphoriques (paésines)  de Toscane, une œuvre abstraite dénichée dans une météorite et même des nuages retrouvés dans du papier d’emballage travaillé par l’humidité.
L’ensemble des Vanités constitue un point d’orgue de cette démarche d’approfondissement du regard posé sur le réel pour en extraire du sens esthétique. Le corpus rassemble des scanners de miroirs anciens. Les miroirs numérisés un à un sont rassemblés dans pour former une grande mosaïque unifiée par la technique et un camaïeux bleuté.
Le miroir devient un des concepts emblématiques de toute la production de cet artiste. C’est à travers lui que la représentation se donne comme pure représentation, reflet d’un reflet, éclat d’un éclat, image d’une image. Cette première réflexion sur la réflexion à travers la série des Vanités a ensuite conduit à la réalisation d’une déclinaison tridimensionnelle, la Vanité (Bureau) de 2012.
Vanité (Bureau) s’inscrit dans un projet plus vaste, une trilogie en voie de réalisation. Les deux autres éléments ajouteront à cet espace de travail de l’artiste numérique  un bureau de philosophe et un bureau d’astrophysicien. Le tout composera un concentré de trois manières fondamentales de percevoir le monde, les êtres et les choses.

### Engrammes, boson, cosmos
Les plus récentes œuvres de Nicolas Baier continuent de puiser dans le réel tout en approfondissant le questionnement sur les origines du monde et la production de sens sur cette même réalité. Le corpus trouve maintenant son inspiration dans la structure du cosmos les fragments de météorites, les cavernes ou les images produites par les recherches sur le boson de Higgs, chainons manquants de la physique des particules.
Dans Engrammes (serveur) il métaphorise aussi le monde numérique contemporain en réalisant une sculpture reproduisant une base de données. La pièce est réalisée en métal finement ouvragé. La structure noire repose sur une base de marbre blanc.
Éternité, présentée à la Biennale de Montréal (2014), sculpture monumentale en acier inoxydable, se présente comme un miroir ondulant sur une longueur de 7 mètres, une largeur de 2,5 mètres, à 3 mètres de hauteur. La pièce imposante reproduit le mot «eternity», en écriture cursive, sans qu’on puisse le lire, comme une masse superposée à partir du sol.

### Art public
Nicolas Baier est sollicité pour la réalisation d’œuvres d’art public. Il en conçoit une quinzaine au Québec et en Ontario, entre 2004 et 2015. Les plus imposantes sont créées dans le cadre de la politique d’intégration des arts à l’architecture et à l’environnement des bâtiments et des sites gouvernementaux et publics du ministère de la Culture et des Communications du Québec.
La première œuvre, sans-titre, est un mur-rideau de grand format intégré au complexe Génie, informatique et arts visuel du Campus Sir George Williams de l’université Concordia. Elle est installée en collaboration avec le Cabinet de design Braun-Braën.
Une des dernières, Autoportrait, est une commande pour le cinquantième anniversaire de la Place Ville Marie, à Montréal. L’œuvre reproduit une grande table conçue comme un autoportrait du gratte-ciel de l’architecte I.M. Pei. Elle se présente comme un reflet de soi de la tour, comme une mise en abyme d’un lieu central de la cité. Cette grande table de réunion, avec ses fauteuils imposants et ses autres objets emblématiques des dernières années compose et expose un espace-miroir.
Une autre œuvre, Lustre, réalisée pour le Centre universitaire de l’université McGill reproduit la structure de l’hémoglobine humaine en 3D. La macromolécule suspendue occupe 10 mètres cubes. La réplique à grande échelle, en acier inoxydable réfléchissant, se compose de 4500 sphères et presque autant de tiges. «Pour l’artiste cette œuvre évoque, amplifie et poétise ce qui se déroule, de bon, de vrai et d’essentiel dans ce lieu – un symbole de la raison d’être de la science qui cherche à connaitre pour aider, soigner et sauver qui est selon lui exemplaire de la connaissance et de la compassion», dit la fiche descriptive de l’institution.

## Expositions

### Expositions individuelles
2006 :
- Traces, Galerie René Blouin, Montréal, et Jessica Bradley ART + PROJECTS, Toronto, ON, Canada.

- Tableaux de chasse, Musée des beaux-arts de Montréal, QC, Canada.

2008 :
- Vanités, Jessica Bradley Art + Projects at ARCO, Madrid, Espagne.

- New Works, Jessica Bradley ART + PROJECTS, Toronto, ON, Canada.
- Paréidolies, Musée régional de Rimouski, Rimouski, QC, Canada.

2009 : Paréidolies, Museum Of Contemporary Art, Toronto, ON, et Saint Mary’s Art Gallery, Halifax, NS, Canada.
2010 : Paréidolies, Musée des beaux-arts du Canada, Ottawa, ON, et Musée national des beaux-arts du Québec, Québec, QC, Canada.
2013 :Transmission, Galerie Blouin-Division, Toronto, ON, Canada.
2014 : Nicolas Baier, Galerie Blouin-Division, Montréal, QC, Canada.
2016 : Astérismes, Galerie Blouin-Division, Montréal, QC, Canada.
2017 : Astérismes, Galerie Division, Toronto, ON, Canada.
2018 : Astérismes, Galerie Choi & Lager, Cologne, Allemagne.
2019 : Nervure’s path, Arsenal Contemporary, New York, NY, États-Unis.

### Expositions collectives
2004 : « Repères : art canadien contemporain, dix ans d’acquisition », Musée des beaux-arts de Montréal, QC, Canada, conservateur Stéphane Aquin.
2005 : « Zeitgenössiche Fotokunst Aus Kanada, The Space of Making », Neuer Berliner Kunstverein (NBK) Berlin, Allemagne, puis tournée allemande : Kunstsammlungen der Städtischen Museen Zwickau, Kunstmuseum Heidenheim, Städtische Galerie Waldkraiburg, commissaire : Marie-Josée Jean.
2006 : 
- « Faking Death: Canadian Art Photography and the Canadian Imagination, » Jack Shainman Gallery, New-York, NY, États-Unis, commissaires Penny Cousineau-Levine et Claude Simard[10].
- « Portraits », Galerie René Blouin, Montréal, QC, Canada[11].
- « Réponse à Zola », Galerie Clark, Montréal, QC, Canada, commissaire Marie-Claude Bouthillier[12].

2007 : 
- « Stardust », MAC VAL (Musée d’art contemporain du Val-de-Marne), Paris, France, conservateurs Alexia Fabre et Frank Lamy[13]
- « Son et vision / Sound and Vision », L’image photographique et vidéographique dans l’art contemporain au Canada, Centre culturel Canadien à Paris, Paris, France[14].
- « Gris », Galerie René Blouin, Montréal, QC, Canada[15].2008 :

- « Close up », Galerie René Blouin, Montréal, QC, Canada[16].
- « Rien ne se perd, rien ne se crée, tout se transforme », La Triennale Québécoise, Musée d’art contemporain de Montréal, Montréal, QC, Canada, conservateurs Josée Bélisle, Mark Lanctôt, Pierre Landry et Paulette Gagnon[17].
- « Let me be your mirror », Mackenzie Art Gallery, Regina, SK, Canada, conservateur Timothy Long[18].

2009 : « Jardins », Galerie René Blouin, Montréal, QC, Canada.
2012 :
- « La collection Loto-Québec s’expose », Musée d’art contemporain de Baie Saint-Paul, Baie Saint-Paul, QC, Canada, commissaire Louis Pelletier[20].
- « Oh, Canada », MASS MoCA, North Adams, MA, États-Unis, conservateur Denise Markovitch[21].2013 : « Autour de l’abstraction », Musée d’art contemporain de Montréal, Montréal, QC, Canada[22].

2014 : 
- Petits riens, « La beauté du geste », Musée d’art contemporain de Montréal, QC, Canada[23].
- « L’avenir (Looking forward) », Biennale de Montréal 2014, Musée d’art contemporain de Montréal, Montréal, QC, Canada[24].

2016 : 
- « Car le temps est la plus longue distance entre deux endroits », Musée d’art contemporain de Montréal, QC, Canada[25].
- « The edge of the earth », The Ryerson Image Center, Toronto, ON, Canada, commissaire Bénédicte Ramade[26].

2018 : 
- « Parallax-e », Galerie d’Art Foreman, Université Bishop, Sherbrooke, QC, Canada[27].
- « Growth, » Galerie Division, Montréal, QC, Canada[28].

2019 : « Apparaître-Disparaître », Fondation Grantham pour l’art et l’environnement, QC, Canada.
2020 :
- « Quarante », Galerie Blouin Division, Montréal, QC, Canada[30].
- « Rêver l’univers », Musée de la poste, Paris, France[31],[32].

2022 : Data, « Les illusions sont réelles », Manif d'art 10 - Biennale de Québec, Québec, QC, Canada.

## Œuvres publiques
- Sans titre, mur-rideau de grand format, Complexe intégré Génie, informatique et arts visuels du Campus Sir George Williams de l’Université Concordia [Montréal], conçu en partenariat avec le Cabinet Braun-Braën, 2004.

- Bibliotheca Universalis, œuvre d’art intégrée (intérieur & extérieur), Bibliothèque interculturelle de Côte des-Neiges-Nord, 2006.

- Sans titre, commande du bureau d’avocats Goodmans, Toronto; Traverse, Centre de formation professionnelle ACCESS, Commission scolaire Riverside, St-Lambert; Cases, Royal West Academy, Commission scolaire English-Montréal, Montréal, 2009.

- Charnière, Centre communautaire Wakefield La Pêche; Miroirs, École primaire Jean Grou, Montréal, St-Laurent; Chêne, Hôpital de Hull, Centre de Santé et de Services Sociaux de Gatineau, 2011.

- Autoportrait, Commande pour le cinquantième anniversaire de la Place Ville Marie, Montréal; Vanités 3, Pointe-à-Callière, Musée d’archéologie et d’histoire de Montréal, 2012.

- L'arbre de la gare, Gare de Repentigny, Agence métropolitaine de transport, 2014.

## Prix et distinctions
- 2015 : Lauréat du Prix Louis-Comtois[34]
- 2000 : Lauréat du Prix Pierre-Ayot